# Temporada 2025-2026 del Club Joventut Badalona
La temporada 2025-2026 del Club Joventut Badalona serà la temporada en la que el club farà 96 anys des de la seva fundació el 1930.
La Penya disputarà la lliga Endesa, sent l'únic club català (i un dels dos a nivell nacional juntament amb el Madrid) en ser-hi totes les temporades a la màxima categoria del bàsquet espanyol des de la creació d'aquesta competició la temporada 1956-57.
Aquesta temporada el Joventut deixa de participar a l'Eurocup i s'inscriu a la Basketball Champions League, la competició organitzada per la Federació Internacional.

## Plantilla

### Primer equip
A poc de començar el mes de juliol es comencen a succeir els fitxatges: Cameron Hunt, provinent del BAXI Manresa, el retorn de Simon Birgander dues temporades després d'haver marxat a l'UCAM Múrcia, així com un dels seus companys a Múrcia: Ludde Håkanson.
A finals de Juny el periodista Víctor Lavagnini comenta que la tornada de Ricky a la Penya podria estar molt propera, tornant a encendre un rumor que ja s'havia escampat l'estiu anterior. Precissament el jugador havia fet unes setmanes abans una campanya publicitària poc explícita on deixava tot obert. Finalment, el 22 de juliol Rubio anuncia la seva tornada al Joventut.
El 1r d'agost Sam Dekker i el club anuncien a les xarxes socials el seu retorn a Badalona.
| Club Joventut Badalona: plantilla 2025-26 |                    |            |        |                                  |                            |
| #                                         | Jugador            | Posició    | Alçada | Club de procedència              | Temporades al primer equip |
|                                           | Cameron Hunt       | Escorta    | 1,91   | BAXI Manresa                     | 1                          |
|                                           | Simon Birgander    | Pivot      | 2,09   | UCAM Múrcia                      | 6 + 1                      |
|                                           | Ludde Håkanson     | Base       | 1,93   | UCAM Múrcia                      | 1                          |
|                                           | Ricky Rubio        | Base       | 1,91   | Barça                            | 4 + 1                      |
| 1                                         | Yannick Kraag      | Aler       | 2,02   | Joventut Badalona - Bàsquet Base | 4                          |
| 16                                        | Guillem Vives      | Base       | 1,92   | València Basket                  | 2 + 5                      |
| 17                                        | Sam Dekker         | Aler pivot | 2,06   | London Lions                     | 2                          |
| 21                                        | Miguel Malik Allen | Aler       | 2,03   | Joventut Badalona - Bàsquet Base | 5                          |
| 23                                        | Michael Ruzic      | Aler pivot | 2,06   | Joventut Badalona - Bàsquet Base | 3                          |
| 44                                        | Ante Tomić         | Pivot      | 2,17   | Barça                            | 6                          |
| 88                                        | Ádám Hanga         | Aler       | 2,01   | Estrella Roja                    | 2                          |

- El nom del jugador en negreta indica que el jugador ha passat pel Bàsquet Base
- El fons verd indica que el jugador s'ha incorporat al primer equip aquesta temporada

### Equip tècnic
Hèctor Sánchez, fins aquest estiu entrenador del segon equip i del júnior verd-i-negre, s'incorpora a l'staff de Dani Miret.
| Club Joventut Badalona: equip tècnic 2024-25 |                         |
| Membre                                       | Funció                  |
| Dani Miret                                   | Entrenador              |
| Aleix Duran                                  | Entrenador ajudant      |
| Albert Cañellas                              | Entrenador ajudant      |
| Hèctor Sánchez                               | Entrenador ajudant      |
| Adrià Delgado                                | Delegat                 |
| Dani Moreno                                  | Preparador físic        |
| Antoni Mora                                  | Cap dels Serveis Mèdics |

### Baixes
En el mes de maig de 2025, just abans d'acabar la temporada anterior, el capità Pau Ribas anuncia la seva retirada del bàsquet professional en acabar la temporada. També a les acaballes del mes de maig, la Penya i Ian Platteeuw fan públic un comunicat en que s'explica que el jove jugador català continuarà la seva formació a partir de l'estiu a la lliga universitària dels Estats Units (NCAA).
A finals de juny Kassius Robertson, qui tenia contracte per una temporada més, rescindeix el contracte amb el Joventut al rebre una molt interessant oferta del Lokomotiv Kuban. Pocs dies després Devon Dotson és el següent en rescindir el seu contracte per marxar a jugar al Beşiktaş.
Un altre jugador que no continua és Artem Pustovyi.
| Baixes abans de l'inici de temporada |         |                  |        |
| Jugador                              | Pos.    | Destí            | Ref.   |
| Pau Ribas                            | Escorta | Retirat          | [ 10 ] |
| Ian Platteeuw                        | Pivot   | NCAA             | [ 11 ] |
| Kassius Robertson                    | Escorta | Lokomotiv Kuban  | [ 12 ] |
| Devon Dotson                         | Base    | Beşiktaş         | [ 13 ] |
| Artem Pustoví                        | Pivot   | MoraBanc Andorra | [ 14 ] |